# Boîte noire
Boîte noire este un film francez co-scris și regizat de Yann Gozlan, lansat în 2021.

## Sinopsis
Mathieu Vasseur, inginer aeronautic absolvent ENAC, tehnician la autoritatea responsabilă cu investigațiile de siguranță în aviația civilă, trebuie să afle de ce avionul care acoperă zborul Dubai-Paris s-a prăbușit în Alpi. Analiza cutiei negre îl face să gândească dincolo de o eroare umană sau o defecțiune tehnică și investighează în secret pentru a aprofunda un caz foarte suspect.

## Distribuție
- Pierre Niney: Mathieu Vasseur
- Lou de Laâge: Noémie Vasseur
- André Dussollier: Philippe Rénier
- Sébastien Pouderoux: Xavier Renaud
- Olivier Rabourdin: Victor Pollock
- Guillaume Marquet: Antoine Balsan
- Mehdi Djaadi: Samir
- Anne Azoulay: Caroline Delmas
- Aurélien Recoing: Claude Varins
- André Marcon: Dorval
- Philippe Maymat: Căpitan
- Quentin d'Hainaut: paznicul
- Lorène Devienne: Jeanne, stewardesa de cabină
- Grégori Derangère: Alain Roussin

## Anecdotă
Pentru scena de recepție organizată de ENAC Alumni, echipa de film a făcut apel la adevărați absolvenți ai École nationale de l'aviation civile.